# Sonorizzazione (fonetica)
Sonorizzazione è un termine usato in fonetica e in fonologia per caratterizzare i suoni linguistici, che vengono descritti o come sordi o come sonori. Il termine, tuttavia, è utilizzato per riferirsi a due concetti distinti. La sonorizzazione infatti può riferirsi al processo articolatorio in cui vibrano le corde vocali. Questo è il suo uso primario in fonetica per descrivere i foni, che sono appunto particolari suoni linguistici. Può riferirsi anche a una classificazione dei suoni linguistici che tendono a essere associati alla vibrazione delle corde vocali ma non hanno effettivamente bisogno di essere pronunciati a livello articolatorio. Questo è quindi l'uso primario del termine in fonologia quando si descrivono i fonemi, o in fonetica quando si descrivono i foni.
A livello articolatorio, un suono sonoro è quello in cui le corde vocali vibrano, e un suono sordo è quello in cui ciò non avviene. Per fare un esempio, la sonorizzazione è la differenza tra le coppie di suoni che sono associati alla lettera s nelle parole italiane "sasso" (s sorda) e "sbaglio" (s sonora). I due suoni sono scritti simbolicamente /s/ e /z/. Se si pongono le dita sulla laringe (cioè sul pomo di Adamo nella gola superiore), si può sentire una vibrazione quando si pronuncia zzzz, ma non quando si pronuncia ssss. (Per una spiegazione più dettagliata, tecnica, vedi Sonora modale e Fonazione.) Nella maggior parte delle lingue europee, con un'eccezione notevole che è l'islandese, le vocali e altre sonanti (consonanti quali m, n, l e r) sono sonorizzate modalmente.
Quando si usano per classificare i suoni linguistici, sonoro e sordo  sono mere etichette usate per raggruppare insieme i foni e i fonemi ai fini della classificazione. Ritorniamo su questo di sotto.

## Notazione
L'alfabeto fonetico internazionale ha lettere distinte per molte coppie di consonanti sorde e sonore (le costrittive), come [p b], [t d], [k ɡ], [q ɢ]. In aggiunta, c'è un segno diacritico per la sonorità, [ ̬ ] (U+032C  ̬ caron combinante inferiore). I diacritici si usano tipicamente con le lettere che indicano in modo primario consonanti sorde.
Nell'alfabeto italiano il discorso è analogo. Le coppie corrispondenti di consonanti sorde e sonore sono indicate da lettere distinte, con due importanti eccezioni, la s e la z, che si usano ciascuna per rappresentare contemporaneamente una determinata consonante sorda e la sua corrispondente sonora. Precisamente, il grafema <s> esprime sia la fricativa alveolare sorda [s] sia la fricativa alveolare sonora [z], mentre il grafema <z> esprime sia l'affricata alveolare sorda [ts] sia l'affricata alveolare sonora [dz]. La distinzione tra i due valori fonetici non si ricava pertanto dalla forma scritta ma dal contesto relazionale. In molti dizionari, tuttavia, quando non si usano i simboli dell'alfabeto fonetico internazionale si ricorre a una serie di convenzioni per indicare la corretta pronuncia dei suoni, in genere usando le lettere normali per le consonanti sorde e "marcando" in vari modi le consonanti sonore: ad esempio segnando un puntino sotto di esse (ṣ e ẓ) o scrivendole con lettere particolari (ʃ e ʒ).

## Esempi italiani
La distinzione tra l'uso articolatorio della voce e l'uso fonologico riposa sulla distinzione tra fono e fonema. In linguistica, il fono è "ogni suono concreto adoperato nel linguaggio, indipendentemente dal suo valore distintivo". Viceversa, il fonema è "l'unità fonologica minima di un sistema linguistico, ossia un segmento fonico-acustico non suscettibile di ulteriore segmentazione, dotato di capacità distintiva e oppositiva rispetto alle altre unità, in quanto costituito di coefficienti acustico-articolatorî detti tratti distintivi o pertinenti. In altri termini, il fono è un semplice suono, il fonema è un suono dotato di un suo valore distintivo: la differenza si illustra meglio con un esempio grossolano. Le parole sono composte da fonemi. La parola italiana "casa" è formata da una sequenza di fonemi, rappresentati simbolicamente come /ˈkasa/, o dalla sequenza di /k/, /a/, /s/ e /a/. Ogni lettera è un simbolo astratto per un determinato fonema. Ciò fa parte della nostra conoscenza grammaticale.
I fonemi consonantici sono classificati o come sonori o come sordi. Alcuni fonemi sonori dell'italiano sono /b, d, ɡ, v, z/. Ciascuna di queste costrittive ha una controparte sorda, /p, t, k, f, s/. La classificazione è utile per descrivere i processi fonologici come l'allungamento di una vocale che avviene davanti alle consonanti sonore ma non davanti a quelle sorde, o i cambiamenti della qualità vocalica (cioè del suono di una vocale) in alcuni dialetti italiani che avvengono viceversa davanti alle consonanti sorde ma non davanti a quelle sonore.
Tuttavia, i fonemi non sono suoni. Piuttosto, i fonemi sono, a loro volta, convertiti in foni prima di essere pronunciati. Il fonema /z/, ad esempio, può effettivamente essere pronunciato come il fono [s] o il fono [z] perché nella lingua italiana la scelta tra l'uno e l'altro varia molto a seconda delle regioni. E così la sequenza dei foni per "casa" potrebbe essere più spesso [ˈkasa] nell'Italia centro-meridionale e [ˈkaza] nell'Italia settentrionale. (Il diverso tipo di parentesi indica che questi sono ora simboli di foni.) Come descritto sopra, mentre il fono [z] ha la sonorizzazione articolatoria, il fono [s] no.
L'italiano ha cinque foni fricativi (tra i quali due coppie), che possono essere suddivisi in una tabella in base al luogo di articolazione e alla sonorizzazione. Per le fricative sonore si può sentire la sonorizzazione per tutta quanta la durata del fono.
| Articolazione                                  | Sorde       | Sonore      |
| ---------------------------------------------- | ----------- | ----------- |
| Pronunciate con il labbro contro i denti:      | [f] (fasto) | [v] (vasto) |
| Pronunciate con la lingua vicino alle gengive: | [s] (cosa)  | [z] (rosa)  |
| Pronunciate con la lingua raccolta:            | [ʃ] (scena) | –           |

Il fono sordo [ʃ] (fricativa postalveolare sorda) ha come controparte sonora il fono [ʒ] (fricativa postalveolare sonora), che nella lingua italiana non è presente, se non in parole di origine straniera come garage e gigolo. È però possibile trovare questa consonante in alcuni dialetti italiani, come il toscano, dove si realizza come g intervocalica (all'interno di parola o di frase): disagio /diˈzaʒo/, e nella lingua sarda, dove è rappresentato dalla lettera x: cìxiri /ˈciʒiri/.
Come già detto, il grafema <s> in italiano ha un doppio significato, indicando sia la fricativa alveolare sorda [s] che la sua corrispettiva sonora [z]. La diversa pronuncia ha in alcuni casi anche valenza fonematica, cioè distintiva: "la s si pronuncia generalmente sonora davanti a una consonante sonora: smetto /'zmetto/, Gasdia /gaz'dia/; sempre sorda in posizione iniziale: sei /'sɛi/, la sera /la 'sera/, e quando si trovi in una parola composta: risalire /risa'lire/, asettico /a'sɛt:iko/, "antisismico" /anti'sizmiko/. Sorda anche dopo consonante: penso /'pɛnso/". Più complesso fissare regole per la pronuncia in posizione intervocalica all'interno di una parola, dove varia a seconda delle regioni. In termini molto generali, si può dire che:
- nell'Italia settentrionale si ha solitamente la sonora, ma raramente nell'iniziale del secondo elemento di un composto: per esempio nella pronuncia piemontese dell'italiano cercasi /'tʃercazi/. Esistono però differenze tra i vari dialetti e una serie di eccezioni, la più importante delle quali si ritrova nella parola cosa, quasi sempre sorda: /'kɔsa/;
- in gran parte dell'Italia centrale, nell'Italia meridionale e in Sicilia la s si pronuncia sempre sorda (ma può concorrere, come le occlusive, al fenomeni della lenizione: ad es. preso /'b̥rezo/ nell'italiano parlato nel Lazio);
- in Sardegna [s] diventa sonora, anche all'interno di frase: così la pronuncia di casa oscillerà tra /'kaza/ e /'kazza/;
- in Toscana, infine, l'opposizione tra /s/ e /z/ esiste, ma in un numero di casi molto limitato, tanto che non tutti concordano sul valore fonematico di /z/. Tra gli esempi possibili: fuso "arnese per filare" /'fuso/ – fuso participio passato /'fuzo/; chiese passato remoto /'kjɛse/ – chiese sostantivo /'kjɛze/. Nella maggior parte dei casi, comunque, la pronuncia tende ad essere sorda.

Tuttavia, in una classe di consonanti chiamate occlusive o anche momentanee o esplosive, come /p, t, k, b, d, ɡ/, il contrasto è più complicato e può variare da lingua a lingua. La sonorizzazione articolatoria generalmente non avviene durante tutto quanto il suono poiché il flusso d'aria è bloccato dalla lingua nella pronuncia della consonante ("chiusura"). La differenza tra i fonemi occlusivi sordi e i fonemi occlusivi sonori non è soltanto una questione se la sonorizzazione (articolatoria) è presente o no. Piuttosto, essa dipende da quando inizia la sonorizzazione (se mai), dalla presenza dell'aspirazione (lo scoppio del flusso d'aria che segue il rilascio della chiusura) e dalla durata della chiusura e dell'aspirazione.
| Articolazione                                           | Sorde       | Sonore      |
| ------------------------------------------------------- | ----------- | ----------- |
| Pronunciate con le labbra chiuse:                       | [p] (pasta) | [b] (basta) |
| Pronunciate con la lingua vicino alle gengive:          | [t] (testa) | [d] (desta) |
| Pronunciate con il resto della lingua contro il palato: | [k] (callo) | [ɡ] (gatto) |

Infine, c'è una classe di consonanti chiamate affricate che combina le proprietà delle occlusive e delle fricative:
| Articolazione                                                       | Sorde           | Sonore         |
| ------------------------------------------------------------------- | --------------- | -------------- |
| Pronunciate con la lingua raccolta:                                 | [tʃ] (cesto)    | [dʒ] (gesto)   |
| Pronunciate con la punta della lingua contro gli incisivi superiori | [ts] (pazienza) | [dz] (azienda) |

Come la <s>, anche il grafema <z> in italiano corrisponde a due diversi consonanti, la affricata alveolare sorda [ts], e la corrispettiva affricata alveolare sonora [dz]. Dal punto di vista fonematico, "anche in questo caso il rendimento funzionale dell'opposizione è basso", nel senso che non possiede un valore distintivo marcato. Inoltre, rispetto alla coppia /s/ e /z/, la distinzione tra /ts/ e /dz/ è molto più consolidata, essendo ben conosciuta in tutte le varianti regionali dell'italiano (con particolare riguardo a quelle, importanti, fiorentina e romana) e nella maggior parte dei dialetti. Risulta tuttavia difficile fissare delle regole chiare per la pronuncia. In generale, si ha z sorda /ts/:
- quasi sempre quando z è seguita da i+vocale: zio, spazio, nazionale, anziano (con alcune eccezioni come azienda, romanziere, ecc.);
- dopo l: alzare, milza, calzatura;
- nei suffissi: -anza (costanza), -enza (parvenza), -ezza (mitezza), -ozza e -ozzo (carrozza, gargarozzo), -uzza e -uzzo (ideuzza, impiegatuzzo).

Si ha invece z sonora /dz/:
- quando z semplice si trova tra due vocali: azoto, bazar, Donizetti (ci sono alcune eccezioni);
- nei suffissi -izzare (penalizzare) e -izzazione (penalizzazione);
- come tendenza, quando z è all'inizio di parola.[6]

Oltre alle coppie di consonanti "costrittive" sorde e sonore date sopra, altri suoni sonori in italiano sono le nasali, cioè /m, n, ɲ/; le approssimanti, cioè /l, ʎ, j, w/, le vibranti, cioè la /r/ e le vocali. Questi suoni sono chiamati sonanti (o sonoranti).

## Gradi della sonorizzazione
Ci sono due variabili per i gradi della sonorizzazione: intensità (discussa nell'articolo Fonazione) e durata (discussa nell'articolo Tempo di attacco della sonorità). Quando un suono è descritto come "semisonoro" o "parzialmente sonoro", non è sempre chiaro se questo significhi che la sonorizzazione è debole  (bassa intensità), o che la sonorizzazione avvenga solo durante una parte del suono (breve durata). Ad esempio, nel caso dell'inglese si verifica la seconda ipotesi.

## Sonorità e tensione
Ci sono lingue con due serie di costrittive contrastanti, che sono /p t k f s x …/ vs. /b d ɡ v z ɣ …/, anche se in questo contrasto non c'è nessun coinvolgimento della sonorità (o del tempo di attacco della sonorità). Questo avviene ad esempio in parecchi dialetti meridionali tedeschi (lingue alemanne) come l'alsaziano o lo svizzero tedesco. Poiché non è coinvolta la sonorità, questo fenomeno è spiegato come un contrasto di tensione consonantica, chiamato contrasto tra fortis e lenis (ossia tra consonanti forti e deboli).
C'è comunque un'ipotesi che questo contrasto tra consonanti forti e deboli sia legato al contrasto tra consonanti sorde e sonore, una relazione basata sulla percezione dei suoni oltre che sulla loro produzione, in cui la sonorità, la tensione e la lunghezza consonantiche non sono altro che diverse manifestazioni di una comune caratteristica sonora.